# Homberg (Efze)
Homberg (Efze) este o localitate în districtul rural Schwalm-Eder, landul Hessa, Germania. Este reședința districtului. Se află situată pe micul râu Efze.

## Personalități marcante
- Felicitas Woll, actriță

1. ↑  Alle politisch selbständigen Gemeinden mit ausgewählten Merkmalen am 31.12.2018 (4. Quartal) (în germană), Statistisches Bundesamt[*], arhivat din original la 10 martie 2019, accesat în 10 martie 2019